# Акранес
Акранес (ісл. Akranes) — місто-порт, яке знаходиться на західному узбережжі Ісландії, за 20 кілометрів на північ від столиці країни — Рейк'явіка.

## Історія
У 17 столітті тут почало утворюватись рибальське поселення. Акранес отримав статус міста з 1942 року. Згідно з історичною «Книгою про заселення» ісландці були першими хто поселився на місці сьогоднішнього міста. Ця теорія підтримується деякими місцевими топонімами (К'ярансстадір, Бекансстадір тощо). Місто розташоване на краю півострова Соульмундархевди (ісл. Sólmundarhöfði). Рибальство у цих місцях започаткували в 17 столітті і одним з перших зайнятих в ньому був Бріньоульфур Свейнссон (1605–1675), єпископ в Скаулгольті. Меморіал морякам розташований на міській площі Акраторґ. В Ґардар діє теж народний музей Стейнарікі Ісландс — музей де розміщені зразки ісландського каміння, з виставкою про будівництво тунелю Квалафйордур (попід затоку Китовий фйорд). Тут теж розташований музей спорту та виставка про національний (геодезичний) огляд Ісландії. Церква в Акранесі має декілька цікавих предметів мистецтва і датується з 1896 року. Спортивні комплекси та підтримувані атлетичні події — характерні для Акранесу вже довгий час. Тунель через Китовий фйорд скоротив відстань від Рейк'явіка зі 109 км до 49 км.
Рибна промисловість залишається найважливішим джерелом доходів міста.

## Персоналії
- Адні Бедварссон — ісландський фотограф і керівник ощадного фонду в Акранесі
- Аустраудюр Ейстейнссон (нар. 1957) — ісландський філолог.